# Begasse
Begasse en Begasse de Dhaem is een familie uit Luxemburg, met leden die voornamelijk actief zijn geweest als industriëlen.

## Geschiedenis
De bewezen stamreeks begint met Denis le Begas die in Charneux overleed; zijn zoon werd in 1603 gedoopt, tevens eerste vermelding van een lid van dit geslacht. Adelsverheffing vond plaats in 1899, uitbreiding van de familienaam tot Begasse de Dhaem in 1928.
Anno 2017 waren er nog 29 mannelijke telgen in leven, de laatste geboren in 2015.

### Wapenbeschrijving
1899: Linksgeschuind, in het zilveren schildhoofd, drie zwarte schelpen, de schil[d]punt linksgeschuinbalkt van zes stuks blauw en zilver. Het schild overdekt met een goud getralieden, gehalsbanden en omboorden, zilveren helm, gevoerd en gehecht van blauw, met wrong en helmdekkleeden van zilver en blauw. Helmteeken: eene schelp van het schild. Wapenspreuk: 'Toujours loyal' van blauw, op een lossen fladderenden zilveren band.

## Enkele telgen

### Voorouders
- Gerard-Lambert Begasse (1683-1758), x Elisabeth von Contzen (°1698)
  - Antoine Begasse (°1722), x Elisabeth de Corsten
    - Louis Begasse (1756-1839), x Hélène de Dhaem (°1756)
      - Charles Begasse, x Jeanne Taelemans
        - Joseph Begasse (zie hieronder)

    - François Begasse (1764-1842) x Wilhelmine Boch (1800-1872)
      - Carl Joseph Begas (1794-1854) was een romantisch Duits kunstschilder.

### Adellijke telgen
- Jhr. Charles Marie Joseph Begasse (Luik, 19 maart 1843 - 16 oktober 1924) werd in 1899 opgenomen in de Belgische erfelijke adel. In 1867 was hij in Elsene getrouwd met Marie Vandenhouten (1843-1922). Ze kregen zeven kinderen, die in 1928 vergunning kregen om de Dhaem aan de familienaam toe te voegen, in herinnering aan de uitgedoofde familienaam van hun overgrootmoeder. Joseph Begasse was voorzitter van de nv La Lainière de Sclessin, bestuurder van de Algemene Spaar- en Lijfrentekas en consul-generaal voor Oostenrijk-Hongarije in Luik.
  - Jhr. Carl Begasse de Dhaem (1870-1935) trouwde in 1891 in Luik met Anne L'Hoest (1870-1901) en hertrouwde in 1910 in Luik met Marie-Eugénie Dessain (1870-1960).
    - Jhr. André Begasse de Dhaem (1892-1934) trouwde in 1919 in Luik met Marie-Josèphe Delvaux de Fenffe (1896-1951). Ze kregen acht kinderen, met afstammelingen tot heden.
      - Jhr. dr. Joseph Begasse de Dhaem (1920-2016)
        - Jhr. ir. André Begasse de Dhaem (1947), chef de famille
          - Jhr. Pierre Begasse de Dhaem (1971), vermoedelijke opvolger als chef de famille, anno 2017 ongehuwd

      - Jhr. Christian Begasse de Dhaem (1930-2004), burgemeester van Javingue-Sevry

  - Jhr. Maurice Begasse de Dhaem (1875-1952), industrieel, trouwde in 1909 met Eugénie Lamarche (1883-1957). Hij was voorzitter van de raad van bestuur van La lainière de Sclessin, van de SA La Lainière Saint-Léonard en van de SA Continentale Cellulose.
    - Jhr. dr. Pierre Begasse de Dhaem (1910-2000), trouwde in 1947 in Etterbeek met barones Thérèse Forgeur (1919-1991). Het echtpaar kreeg vier kinderen, met afstammelingen tot heden.
    - Jhr. Jacques Begasse de Dhaem (1914-1999), industrieel, trouwde met jkvr. Anne-Marie de Laminne de Bex (1915-1940). Hij hertrouwde in 1947 met jkvr. Antoinette Kraft de la Saulx (1924-2017), gemeenteraadslid van Luik, met wie hij vier kinderen had. Met afstammelingen tot heden.

  - Jhr. Pierre Begasse de Dhaem (1877-1950), jezuïet, was lid van het Verzet tijdens de Tweede Wereldoorlog. Hij was een agent voor de inlichtingendienst Zéro en informeerde over de bewegingen op het vliegveld van Florennes.